# Chiesa dei Santi Severino e Sossio
La chiesa dei Santi Severino e Sossio è una chiesa monumentale di Napoli sita in via Bartolommeo Capasso, presso il decumano inferiore.
Oltre alla sua rilevanza artistica, all'interno vi lavorarono infatti alcuni dei più importanti autori del Rinascimento a Napoli, l'intero complesso monastico, contando oltre alla chiesa anche di un'altra "inferiore", di tre chiostri monumentali, un refettorio, una sala capitolare e due giardini, è di fatto uno dei più grandi della città.
Il ciclo di affreschi di Antonio Solario del Cinquecento riprendente le Storie della vita di san Benedetto, nel chiostro del Platano, risulta essere inoltre una delle più importanti testimonianze artistiche sulla vita del santo.

## Storia
Le origini del complesso monastico risalgono al X secolo, quando vi giunsero i monaci benedettini che, a seguito delle temute incursioni saracene, abbandonarono il vecchio monastero situato sulla collina di Pizzofalcone. Col trasferimento presso la nuova sede, essi portarono con sé anche le reliquie di san Severino, mentre nel 904 vi trasferirono le reliquie di san Sossio, compagno di martirio di san Gennaro, rinvenute tra i ruderi del castello di Miseno che era andato distrutto nell'855. Le reliquie dei due santi, da cui prese il nome il monastero, rimasero così nella chiesa fino al 1808, quando furono poi trasportate nel vicino paese di Frattamaggiore.
Durante il regno angioino nel monastero si tennero anche rilevanti avvenimenti civili, come la convocazione del parlamento nel 1394 da parte dei Sanseverino, sostenitori di Luigi II d'Angiò.
Nel 1490 l'architetto calabrese Giovanni Francesco Mormando gettò le fondamenta dell'attuale chiesa, avviando i lavori probabilmente a quella che oggi è la chiesa inferiore (o succorpo); i lavori terminarono tuttavia solo nel secolo successivo grazie a Giovanni Francesco Di Palma che assunse l'incarico nel 1537 e che ampliò drasticamente il progetto del Mormando.

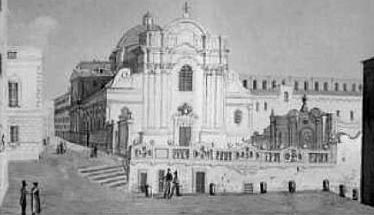
Chiesa dei Santi Severino e Sossio con l'attiguo monastero in una gouache ottocentesca

La cupola, una delle prime erette in Napoli, fu costruita nel 1561 su disegno dell'architetto fiorentino Sigismondo di Giovanni. Quella dei decenni di fine Cinquecento, in generale, sarà la prima grande stagione d'una moderna decorazione a fresco e a stucchi nell'Italia meridionale. La nuova veste "trionfante" e le più forti esigenze didascaliche delle chiese post-tridentine, la contemporanea conclusione di tante fabbriche religiose e la gara di emulazione in fasto e ricchezza di ornamenti fra i monasteri, o fra i privati, doveva portare nei santi Severino e Sossio ad un grande entusiasmo della committenza, sia religiosa che privata, sia locale che forestiera, genovese in primis, aprendo un importante capitolo di scambi, di discese e di importazioni dall'esterno: dal fiammingo Paul Schepers, al senese Marco Pino, dal bresciano Benvenuto Tortelli al romano Bartolomeo Chiarini fino al carrarese Fabrizio di Guido, quest'ultimo operante nella cappella Medici. La tradizione di artisti toscani residenti a Napoli è datata, lunga ed ininterrotta, manifestandosi dunque anche con l'arrivo di un nutrito gruppo di maestranze carraresi nella seconda metà del Cinquecento, grazie al matrimonio tra Alberico Cybo Malaspina e la napoletana Isabella di Capua.
Nel 1571 la chiesa venne consacrata seppur solo nel 1573 si conclusero, con tre anni di ritardo, i lavori del coro ligneo dietro l'altare maggiore, progettato nel 1560 da Benvenuto Tortelli da Brescia e destinato a raggiungere rapidamente il valore di modello per altri cori della città. A Napoli il coro di San Severino venne usato così come una vera e propria enciclopedia dell'ornato e degli intagli: lo testimoniava il coro di San Paolo Maggiore (poi distrutto nell'ultima guerra) realizzato nel 1583 da Giovan Lorenzo d'Albano, e lo provano ancora i rivestimenti in noce della sagrestia di Santa Caterina a Formiello e di quello della chiesa di Santa Maria delle Grazie a Caponapoli, opera di Martino Migliore, così come gli stalli della chiesa dei Santi Apostoli, di Santa Maria la Nova e del duomo, realizzati nel 1616 da Marcantonio Ferraro.
Dopo il terremoto del 1731, l'edificio subì importanti lavori di ricostruzione da Giovanni del Gaizo, che realizzò la facciata, preceduta da transenne progettate su disegno di Giovan Battista Nauclerio. Sarà poi ancora un carrarese, tal conte Abate Antonio Del Medico, l'intestatario di un pagamento nel 1759 per cui si obbligava a far scolpire dai migliori scultori di Carrara due statue di marmo statuario fino del polvaccio antico, da posizionare nelle nicchie a muro della porta d'ingresso della chiesa.
Espulsi i benedettini, nel 1799 fu occupato dai sanfedisti e divenne nel 1813 collegio di Marina. Nel 1835 venne scelto come sede dell'archivio di Stato che tutt'oggi occupa il monastero.
Il terremoto dell'Irpinia del 1980 danneggerà ulteriormente la struttura portando la chiesa ad una chiusura stabile per oltre trent'anni, fin quando dal 2014 non diviene nuovamente fruibile.

## Monastero
Chiesa
     Cappella Medici di Gragnano
     Sacrestia
     Chiostri dei Santi Severino e Sossio
     Storie della vita di san Benedetto (Antonio Solario, 1515 circa)
     Sala del Capitolo (o Catasti)
     Sala Tasso
     Refettorio (o sala Filangieri)

Pianta del complesso monastico:
Chiesa
Cappella Medici di Gragnano
Sacrestia
Chiostri dei Santi Severino e Sossio
Storie della vita di san Benedetto (Antonio Solario, 1515 circa)
Sala del Capitolo (o Catasti)
Sala Tasso
Refettorio (o sala Filangieri)

Il monastero, tra i più grandi della città, si sviluppa sul lato orientale della chiesa, a ridosso della cinta muraria del nucleo antico della città, quindi sotto il decumano inferiore.
Dal monastero è possibile giungere all'originaria chiesa inferiore (o chiesa vecchia, o anche succorpo) realizzata agli inizi del Cinquecento con gusto rinascimentale. Essa consta di un'unica navata con cinque cappelle laterali nelle quali si trovano numerose tombe databili allo stesso secolo.
Dopo di essa si sviluppano in successione tre chiostri monumentali, artisticamente tra i più rilevanti della città e che ospitano in circa 300 sale l'Archivio di Stato di Napoli, la più ampia e ricca raccolta documentaria dell'Italia meridionale, con volumi, opuscoli, manoscritti, atti ufficiali, pergamene e documenti riguardanti la città di Napoli dal X secolo all'epoca moderna.

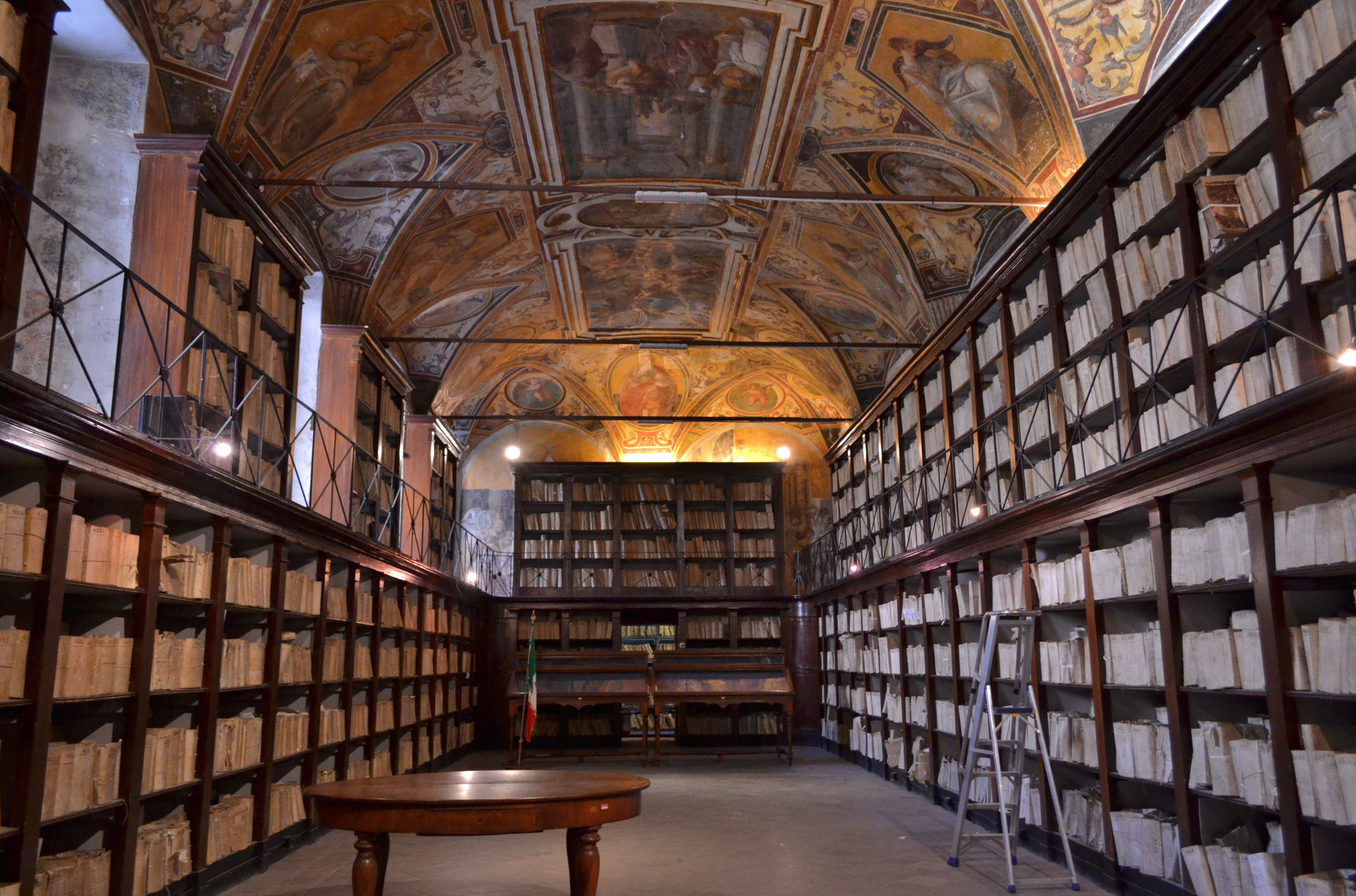
Sala del Capitolo

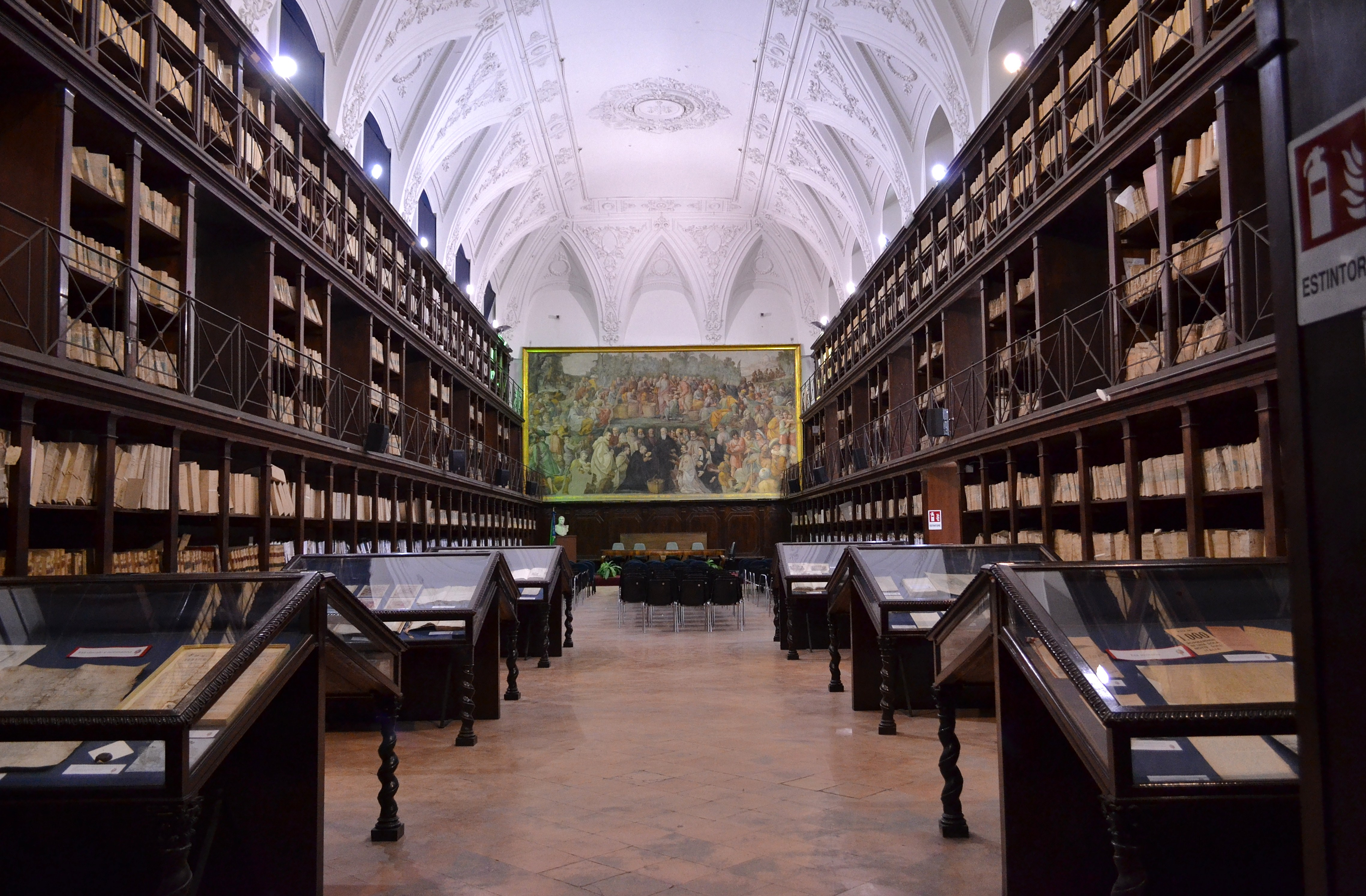
Refettorio

Il primo chiostro, detto "di Marmo" (o grande), è stato realizzato tra il Cinquecento e il Seicento ed è un'opera tardorinascimentale. Le arcate del chiostro sono sorrette da colonne in marmo bianco di Carrara. Il giardino è formato da quattro aiuole distinte da viali pavimentati in cotto, con al centro una scultura di Michelangelo Naccherino ritraente la Teologia. Il piano sovrastante è caratterizzato da ampie finestre ad arco su pilastri incastrati in una cornice. Tra gli ambienti principali, tutti che danno al chiostro grande e collocati al piano terra, ci sono la sala Tasso, chiamata in onore del soggiorno al monastero da parte dello scrittore, avvenuto nel 1594, la sala del Capitolo (o Catasti), dove sono custoditi i volumi del catasto onciario del Settecento, decorata con gli affreschi seicenteschi sul soffitto di Belisario Corenzio con le Parabole di Gesù nella volta, Allegorie della Passione nelle lunette laterali che si intervallano ad Allegorie della regola benedettina e una Crocifissione sopra la porta d'ingresso, e infine il refettorio (o sala Filangieri) che conserva invece gli atti delle cancellerie del Regno di Napoli dal Cinquecento all'Ottocento e gli atti legislativi e di governo fino all'unità d'Italia. Quest'ultima grande sala, è caratterizzata, nella parete frontale, dall'affresco della Moltiplicazione dei pani e dei pesci con sotto il San Benedetto che distribuisce il pane ai monaci, entrambi sempre del Corenzio e che contano in totale nella composizione ben 117 figure ritratte, nonché da un busto di Ferdinando II di Tito Angelini. La mobilia alle pareti così come la volta decorata con rosoni in stucco da Gennaro Aveta sono frutto invece dei restauri avvenuti nel complesso durante l'Ottocento. Alle spalle del chiostro grande, sul lato sud est dell'intero monastero, sono infine due giardini.
Il secondo chiostro risale al Quattrocento ed è detto "del Platano" che, secondo la tradizione, sarebbe stato piantato da san Benedetto e le cui foglie avrebbero avuto la virtù di sanare le ferite; la pianta venne abbattuta nel 1959 quando il fusto misurava 8,45 m di circonferenza. Nel portico, in origine retto su colonne, poi sostituite da pilastri, si conservano venti affreschi rinascimentali di scuola umbro-marchigiana di Antonio Solario raffiguranti le Storie della vita di san Benedetto.
Il terzo chiostro, detto "del Noviziato" (o piccolo), fu costruito anch'esso nel XV secolo, di pianta rettangolare, sorretto da una trentina di arcate poggianti su pilastri di piperno. Nel 1803 il piano superiore venne trasformato in un edificio a due piani, destinato in parte all'alloggio dei religiosi e in parte a scuola. Al centro è posto il busto di Bartolomeo Capasso. Ai piani superiori del chiostro piccolo sono collocate sale destinate ad ospitare diversi archivi, come l'antica biblioteca del monastero, che conserva gli atti presidenziali dell'epoca borbonica, la sala Farnesiana, che conserva gli atti dei Farnese di Parma, gravemente danneggiati nel 1943, confluiti nella collezione Farnese ereditata nel 1737 da Carlo di Borbone, la sala degli atti della Regia Camera della Sommaria, e la biblioteca nuova del monastero, che conta circa 22.000 pezzi tra volumi e opuscoli. Un'altra ala del chiostro piccolo, all'ultimo piano, è infine destinata ad ospitare la scuola di Archivistica, Paleografia e Diplomatica di Napoli.

## Descrizione

### Interno

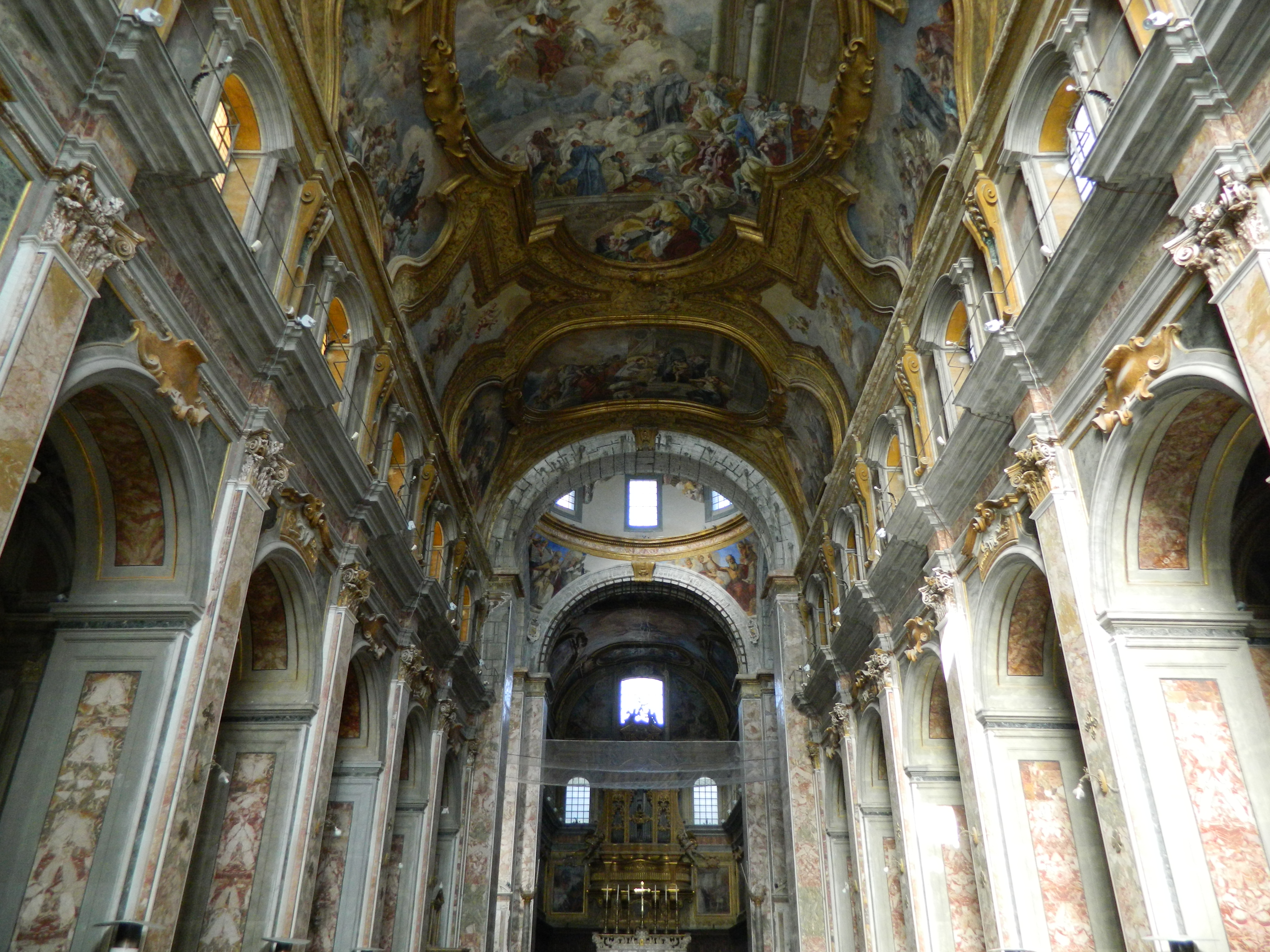
Interno

La chiesa, lunga circa 80 metri e larga 40, è a croce latina ad unica navata con soffitto a volte, con sette cappelle a lato, più una cappella per ogni lato della parete presbiteriale lungo il transetto. Le diverse opere d'arte custodite vanno dal XVI secolo al XVIII secolo e sono tutte pressoché in buono stato di conservazione, se si considera il lungo tempo di abbandono in cui è versato l'edificio.
L'abside è rettangolare e molto profonda; l'altare e la balaustra del presbiterio sono stati realizzati su disegno di Cosimo Fanzago nel 1640 mentre al 1697 risale il pavimento. Nel 1783 l'altare maggiore fu rimaneggiato, soprattutto nel paliotto, da Giacomo Mazzotti; alle sue spalle, di Belisario Corenzio sono gli affreschi nella volta su Storie del Vecchio Testamento e alle pareti su Storie dell'ordine benedettino, tranne il frontale che è opera di Giovanni Melchiorri. L'organo a canne è del Settecento mentre il coro ligneo risale al terzo quarto del XVI secolo, opera di Bartolomeo Chiarini e Benvenuto Tortelli.

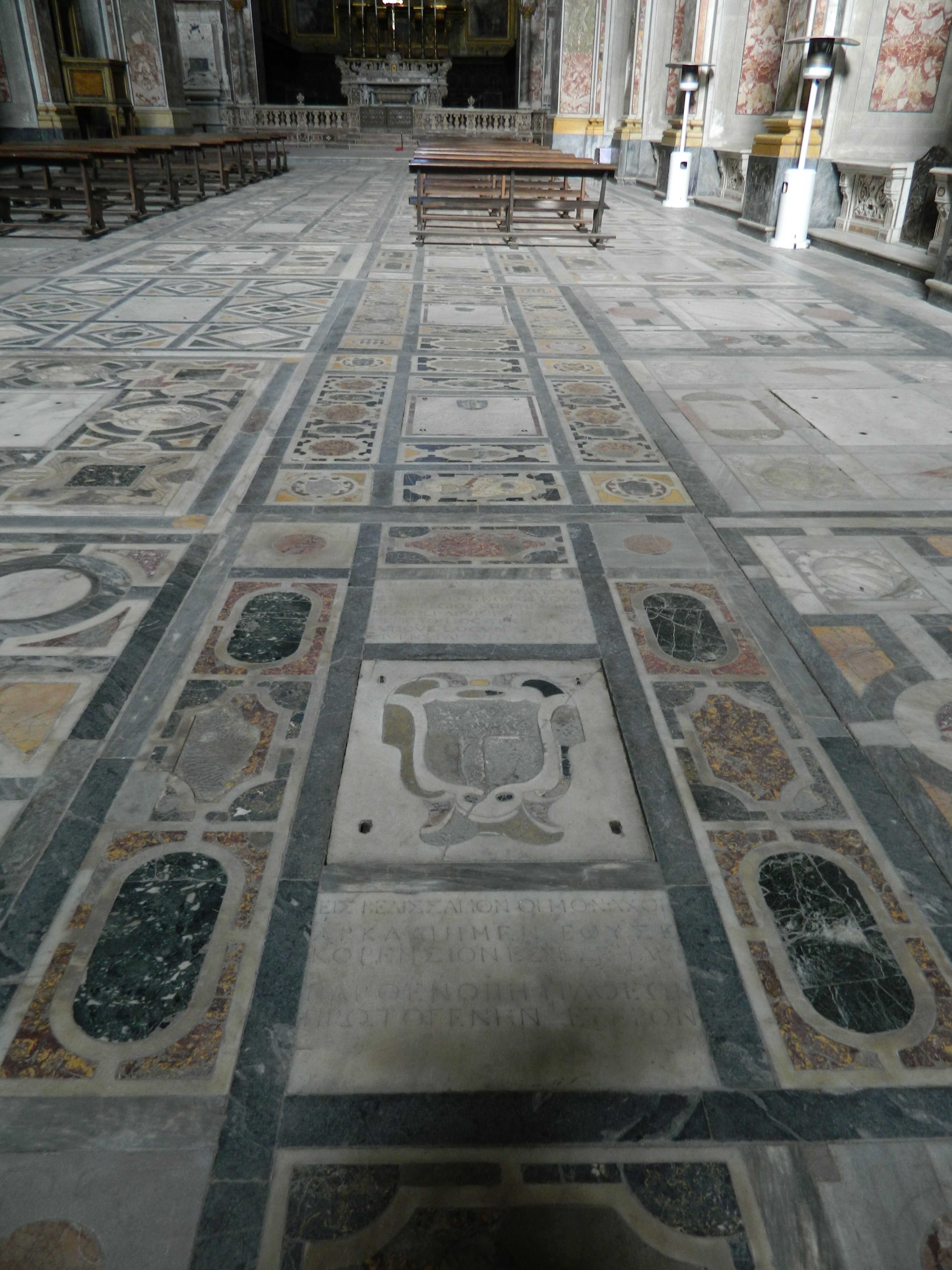
Tomba del Corenzio sul pavimento

La Cena a casa del fariseo con ai lati i santi Severino e Sossio posti nella controfacciata, così come gli affreschi nella volta della navata che riprendono Scene di san Benedetto, sono opera di Francesco De Mura databili intorno alla prima metà del Settecento, che sostituiscono i precedenti lavori del Corenzio commissionati nel 1609 che riguardavano la navata, il transetto ed il coro, crollati in seguito al devastante terremoto del 1731. Dei lavori originali del Corenzio rimangono gli affreschi del transetto, così come quelli della maggior parte delle cappelle laterali; la cupola vede invece cicli del fiammingo Paul Schepers eseguiti nel 1566 mentre gli stucchi della navata sono di Giuseppe Scarola. Il pavimento della navata risale al Cinquecento ed è caratterizzato dalla presenza di numerose lastre sepolcrali che si susseguono, tra le quali quella del pittore di origine greca Belisario Corenzio, che morì cadendo dai ponteggi della chiesa mentre affrescava la volta, all'età di 80 anni.
Le cappelle laterali vedono i lavori di alcuni tra i più influenti pittori e scultori del XVI secolo a Napoli, tra i quali spicca l'opera di Marco Pino da Siena, che lavorò alla prima (Natività di Maria), terza (Assunta) e sesta (Epifania) cappella sul lato destro, eseguendo in quest'ultima anche il ciclo di affreschi nella volta, ed alla prima cappella del lato sinistro (Natività); il greco-napoletano Corenzio, che affrescò le pareti della quinta cappella di destra; il Cavalier d'Arpino, che dipinse il San Lorenzo nella settima cappella di sinistra; ed Andrea da Salerno, che eseguì il polittico della seconda cappella di sinistra datato 1529 sulla Madonna col Bambino, Crocifissione e diversi santi. Altre opere sono invece di Niccolò de Simone, che affrescò con Storie di Mosè sempre la seconda cappella di sinistra, Giovanni Bernardo Lama, che nella terza cappella di sinistra ritrasse sé stesso ed il genero e pittore Pompeo Landulfo nella scena della Deposizione dipinta su tela, ed infine Giovanni Criscuolo, che affreschò la terza cappella di destra e dipinse nella quinta dello stesso lato un'Annunciazione. Altre opere ancora sono invece di artisti locali minori, come Giovanni Antonio Tenerello, che eseguì sculture e altarini marmorei nella seconda cappella di destra, di Giuseppe Marullo, che nella settima di sinistra dipinse nel 1633 la Madonna col bambino e santi, Antonio Stabile, con l'Immacolata del 1582 nella quinta cappella dello stesso lato, ed un ignoto tardo-quattrocentesco che eseguì una tavola sui santi Giorgio, Sebastiano e Stefano nella prima cappella di destra.
Nel transetto sinistro, contro la parete si erge il monumento funebre di Vincenzo Carafa di Girolamo D'Auria (1611) mentre sul muro di sinistra si trova un Calvario, olio su tavola di Marco Pino del 1577. Nel transetto destro, alla parete destra si vede una Deposizione attribuita a Girolamo Imparato, mentre sull'altare si trovano una Crocifissione di Cornelis Smet e una Ultima Cena, basso rilievo attribuito a Giovanni da Nola.

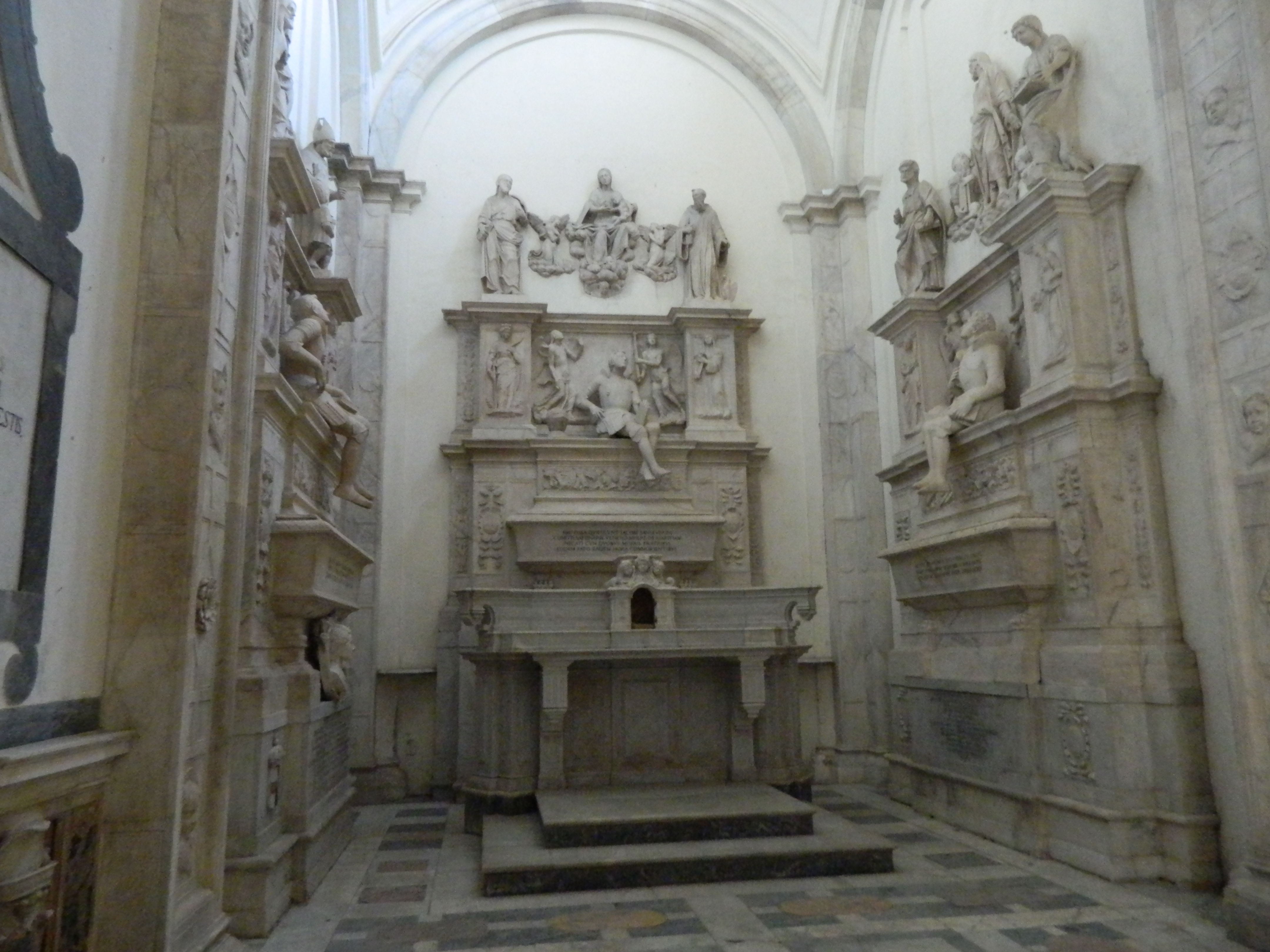
Cappella Sanseverino (transetto destro)

Le cappelle nella parete presbiteriale vedono a destra la cappella Sanseverino ed a sinistra la cappella Gesualdo - Troya, entrambe ai lati dell'altare maggiore, quindi più ambite e dunque certamente le prime ad essere decorate, rispettivamente tra il 1538 e il 1548, e tra il 1542 e il 1561, ben prima quindi dell'apertura al pubblico della chiesa, avvenuta nel 1567. La cappella Sanseverino, dedicata al corpo di Cristo, fu pensata da Ippolita de Monti, moglie di Ugo e contessa di Saponara, come vero e proprio pantheon della famiglia. Domina lo spazio un gruppo monumentale funebre dei tre fratelli Sanseverino eseguito da Giovanni da Nola, la cui committenza spetta alla madre dei tre fratelli, fattasi anch'essa poi seppellire nello stesso luogo, distesa sul pavimento dinanzi al monumento centrale a uno dei figli, dietro l'altare; i tre giovani morirono prematuramente assassinati col veleno dal loro stesso zio per motivi ereditari, e per questo la madre volle per loro un monumento che li ritraesse seduti sul loro sarcofago e non distesi su esso. Nel corso degli anni, oltre ad ospitare la tomba della fondatrice e dei tre giovani figli assassinati, la cappella si arricchì di scudi, medaglioni e iscrizioni, commemoranti numerosi membri del casato: il guerriero Alessandro de Monti, morto il 22 giugno 1622, Giulia de Monti, il cui «figliolo Geronimo pose il sepolcro l'anno 1715», Geronimo de Monti-Sanfelice duca di Lauriano, vissuto nella prima metà del Settecento, Salvatore di Capua-Sanseverino principe della Riccia e marchese di Raiano, morto nel 1858. La cappella di Girolamo Gesualdo vede invece un monumento funebre di Giovanni Domenico D'Auria mentre l'altare frontale del transetto, oltre ad un'altra opera sepolcrale del D'Auria, espone una Ascesa al calvario del senese Marco Pino.

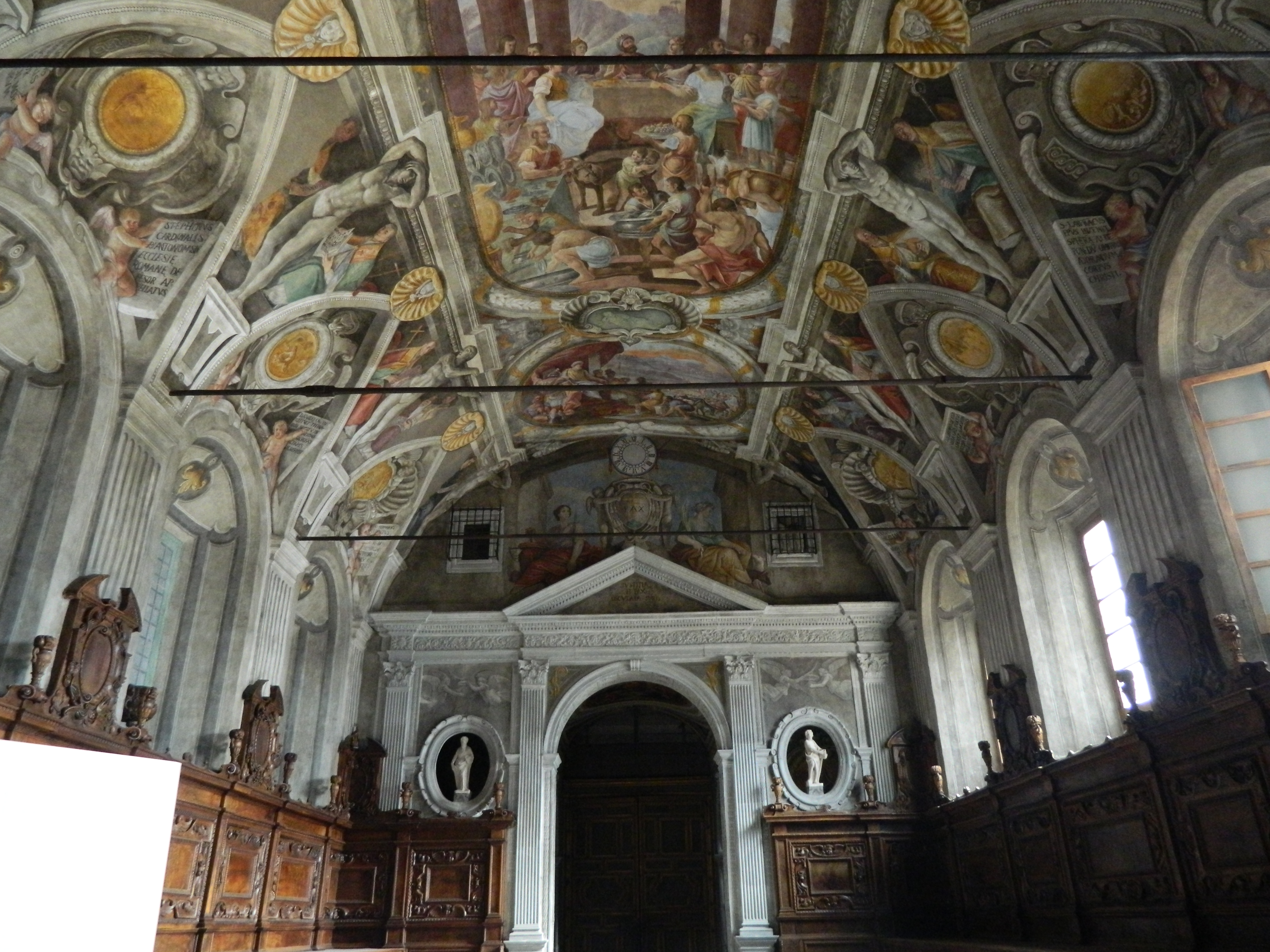
Sacrestia di Onofrio De Lione

La settima cappella a destra costituisce l'accesso alla cappella de Medici, alla sacrestia ed ai chiostri del complesso.
L'antisacrestia vede sulla destra una scalinata con alle pareti il sepolcro di Giovan Battista Cicara di Andrea Ferrucci da Fiesole, del 1504-1507, e la tomba di Andrea Bonifacio di Bartolomé Ordóñez del 1518-19, a sinistra, entrambi i monumenti con due epigrafi di Jacopo Sannazzaro. Dalla scala è invece possibile raggiungere i chiostri del complesso e dunque, tramite un corridoio del XV secolo, è possibile scendere nella chiesa inferiore.
Sempre nell'antisacrestia, sulla sinistra è invece la cappella de Medici di Ottajano (stabilitisi in origine a Gragnano), una delle più rilevanti dell'edificio, a cui lavorò Fabrizio di Guido, inauguratore questi di uno dei primissimi esempi realizzati a Napoli di intarsio policromo esteso alla spazialità di un interno, applicato dunque non solo nella pavimentazione ma per l'intero rivestimento della parete a destra dell'altare, nonché per la grande ancona d'altare e gli specchi inferiori che la affiancano agli angoli. In essa è presente sulla parete destra il sepolcro di Camillo de' Medici del 1596, opera di Girolamo D'Auria, sulla parete sinistra un bassorilievo de la Resurrezione di Lazzaro dello stesso d'Auria, mentre la pala d'altare della Madonna col Bambino e i santi Benedetto, Mauro e Placido è di Fabrizio Santafede e datata 1593.
La sacrestia conserva il ciclo più integro di Onofrio De Lione, pittore napoletano fratello del più noto e celebrato Andrea ed allievo del Corenzio. A lui si devono le scene del Vecchio Testamento e le figure dei santi benedettini sopra le finestre, entrambi i cicli firmati e datati 1651. La Santissima Trinità raffigurata sulla piccola volta in fondo al vano, invece, è opera del maestro Corenzio.